# Kisserup Sogn
Kisserup Sogn er et sogn i Lejre Provsti (Roskilde Stift).
I 1800-tallet var Kisserup Sogn anneks til Kirke Saaby Sogn. Begge sogne hørte til Voldborg Herred i Roskilde Amt. Saaby-Kisserup sognekommune blev ved kommunalreformen i 1970 indlemmet i Hvalsø Kommune, der ved strukturreformen i 2007 indgik i Lejre Kommune.
I Kisserup Sogn ligger Kisserup Kirke. Sognets præst er den landskendte Poul Joachim Stender.
I sognet findes følgende autoriserede stednavne:
- Aggerup (bebyggelse, ejerlav)
- Bæsted Skov (areal)
- Kisserup (bebyggelse, ejerlav)
- Krathuse (bebyggelse)
- Skullerup (bebyggelse)
- Skullerupholm (ejerlav, landbrugsejendom)
- Slorup Skov (areal)